# Телекоммуникации в Экваториальной Гвинее
Телекоммуникации в Экваториальной Гвинее представлены радио, телевидением, стационарной и мобильной телефонной связью, а также есть Интернет.

## Радио и телевидение
- Радиостанции:
  - 1 государственная радиостанция и 1 частная радиостанция, принадлежащая старшему сыну президента; доступны передачи нескольких международных вещательных компаний (2007)[1];
  - нет AM, 3 FM и 5 коротковолновых станций (2001)[2].
- Радио: 180 000 (1997)
- Телевизионные станции:
  - 1 государственная телевизионная станция; доступна услуга спутникового телевидения; доступны передачи нескольких международных вещательных компаний (2007)[1];
  - 1 Телевизионная станция (2001)[2].
- Телевизоров: 4000 (1997).

Государство сохраняет прямой или косвенный контроль над всеми средствами массовой информации. Правительству принадлежит единственная национальная система радио- и телевещания RTVGE. Старший сын президента владеет единственной частной радиостанцией. Широко доступны спутниковые трансляции, в том числе франкоязычный новостной телеканал Africa24, на котором время от времени звучит оппозиционная критика. Иностранные каналы, включая Международное радио Франции (RFI) и Всемирную службу Би-би-си, транслировались без цензуры по всей стране.

## Телефоны
- Телефонный код: +240[1]
- Префикс международного вызова: 00[4]
- Наземные линии:
  - 14 900 используемых линий, 195-е место в мире (2012)[1];
  - Используется 10 000 линий, 204-е место в мире (2008)[2].
- Мобильная сотовая связь:
  - 501 000 линий, 169-е место в мире (2012)[1];
  - 346 000 линий, 165-е место в мире (2008)[2].
- Телефонная система: цифровая сеть проводной связи в большинстве крупных городских районов и хорошее покрытие мобильной связью; плотность проводной связи составляет около 2 на 100 человек; число абонентов мобильной сотовой связи растёт и в 2011 году составило около 60 процентов населения; международная связь проведена из Баты и столицы Малабо в африканские и европейские страны (2011)[1].
- Спутниковые системы: 1 Intelsat (Индийский океан) (2011)[1].
- Кабели связи: Подводная кабельная система от побережья Африки до Европы (ACE), связывающая страны вдоль западного побережья Африки друг с другом и далее с Португалией и Францией[5].

## Интернет
- Домен верхнего уровня: .gq[1]
- Пользователи Интернета: 
  - 95 649 пользователей, 169-е место в мире; 13,9% населения, 158-е место в мире (2012)[6][7];
  - 14 400 пользователей, 200-е место в мире (2009)[1].
- Проводная широкополосная связь: 1372 подписки, 174-е место в мире; 0,2% населения, 159-е место в мире (2012)[6][8].
- Беспроводная широкополосная связь: Неизвестно (2012)[9].
- Интернет-хосты: 7 хостов, 227-е место в мире (2012)[1].
- IPv4: выделено 3072 адреса, менее 0,05% от общего мирового числа, 4,5 адреса на 1000 человек (2012)[10][11].
- Интернет-провайдеры: 9 интернет-провайдеров (2009).

### Интернет-цензура и слежка
В Экваториальной Гвинее нет никаких правительственных ограничений на доступ к Интернету или заслуживающих доверия сообщений о том, что правительство отслеживает электронную почту или интернет-чаты без судебного надзора. Наиболее откровенная критика правительства исходит от эмигрантского сообщества, а Интернет заменил вещательные СМИ в качестве основного способа выражения и распространения оппозиционных взглядов.
Хотя конституция и законы страны предусматривают свободу слова и печати, закон предоставляет властям широкие полномочия по ограничению деятельности средств массовой информации, которые правительство использует для ограничения этих прав. Несмотря на то, что критика политики правительства разрешена, отдельные лица, как правило, не могут критиковать президента, его семью, других высокопоставленных чиновников или силы безопасности, не опасаясь репрессий. Клевета является уголовным преступлением, но за 2012 год не было зафиксировано ни одного случая применения этого закона для подавления критики.
Конституция и законы запрещают произвольное вмешательство в частную жизнь, семью, жилище или переписку, но правительство часто не соблюдает эти запреты. Ордера на обыск требуются, если только преступление не совершено или по соображениям национальной безопасности. Силы безопасности проникают в дома без разрешения и арестовывают предполагаемых преступников, иностранных граждан и других лиц, часто без необходимых судебных постановлений. Сообщается, что правительство пытается препятствовать критике, наблюдая за деятельностью политической оппозиции, журналистов и других лиц. Журналисты подвергаются слежке и практикуют самоцензуру.